# D12 World
D12 World er hiphopgruppen D12s andet album, udgivet i 2004. CD'en Indeholder 20 sange – 21 med bonusangen. Albummet solgte 544.000 eksemplarer i sin første uge på den amerikanske Billboard 200. Albummets største hit var singlen My Band. Eminem er producer og producent på albummet.

## Sporliste
1. Git up – 4.03
2. Loyatly – 5.54
3. Just like U – 3.31
4. I'll be damned – 4.21
5. Dude (skit) – 1.14
6. My band – 4.58
7. U R the one – 4.19
8. 6 in the morning – 4.38
9. How come – 4.09
10. Leave dat boy alone – 5.23
11. Get my gun – 4.34
12. Bizarre (skit) – 1.21
13. Bitch – 4.56
14. Steve's coffeee house (skit) – 0.51
15. D- 12 World – 3.10
16. 40 oz – 4.02
17. Commercial break – 1.12
18. American psycho II (Med B-Real.) – 3.44
19. Bugz 97 (skit) – 1.05
20. Good die young – 5.56
21. Keep Talkin (bonuslåt) – 4.28